# Филиппов, Михаил Анатольевич
Филиппов Михаил Анатольевич (род. 13 декабря 1954, Ленинград, СССР) — российский художник и архитектор, работающий в неоклассическом стиле. Член Союза Художников России, Союза Архитекторов России.

## Творческая биография
Родился в 1954 году в Ленинграде в семье архитектора (Филиппова Тамара). В 1979 году окончил Ленинградский государственный академический институт живописи, скульптуры и архитектуры им. И. Е. Репина. В течение последующего десятилетия активно участвовал в движении «бумажная архитектура» в группе молодых советских архитекторов, имевших впервые за всю историю советской архитектуры большой успех на международных премиях и выставках. В 1983 г. вступил в Союз архитекторов России, в 1984-м — в Союз художников России.
С 1994 года главный архитектор ЗАО «Ленполпроект». В 1994 году Филиппов открывает собственную мастерскую, работы которой удостоены различных премий в области архитектуры и дизайна.
С 1997 года — профессор Международной академии архитектуры, с 1998-го — советник Российской академии архитектуры и строительных наук.
Выставки пейзажей и архитектурных фантазий Михаила Филиппова проходили в нескольких городах Европы, а также в Русском музее в Санкт-Петербурге и Третьяковской галерее в Москве. Филиппов представлял Россию на юбилейной архитектурной биеннале в Венеции в 2000 году, имеет 7 международных премий, включая премию «Стиль 2001 года», полученную в Японии в 1984 году.
В 2011 году вышла монография Григория Ревзина с глубоким анализом творчества архитектора. В 2013 году в своей книге «Русская архитектура рубежа ХХ — XXI веков» Ревзин отозвался о Филиппове, как о «единственном, кто сумел создать свою повестку дня и воплотить ее в реальном строительстве».
Авторские работы архитектора были представлены на страницах авторитетных российских и зарубежных изданий более 140 раз. Критически относится к современной архитектуре. В декабре 2009 году в университете имени Алваро Аалто (Хельсинки, Финляндия) выступал с лекцией на тему «Современной архитектуры не существует». В 2017 году, сравнивая пятиэтажки с картиной Казимира Малевича «Чёрный квадрат», предложил своё видение по реконструкции фасада типичной «пятиэтажки».
Архитектор начал работать над «Римским кварталом», застройка которого началась в конце 2016 года. В этой работе Михаил использует принцип двухуровневого города, впервые описанный Леонардо да Винчи.

## Основные конкурсы
| Год  | Конкурсная работа | Название                                          | Организатор                                                       | Премия               |
| ---- | ----------------- | ------------------------------------------------- | ----------------------------------------------------------------- | -------------------- |
| 1983 |                   | Музей скульптуры                                  | Конкурс Central Glass, Токио                                      | Вторая премия        |
| 1984 |                   | Стиль 2001 года                                   | Конкурс журнала JA, Токио                                         | Первая премия        |
| 1985 |                   | Атриум (совместно с Надеждой Бронзовой)           | Конкурс Central Glass (на решение атриумного пространства), Токио | Первая премия        |
| 1985 |                   | Вал сопротивления                                 | Конкурс журнала JA, Токио                                         | Поощрительная премия |
| 1986 |                   | Рынок информации (совместно с Надеждой Бронзовой) | Конкурс Central Glass, Токио                                      | Поощрительная премия |
| 1987 |                   | Монумент XXI века                                 | Конкурс журнала JA, Токио                                         | Поощрительная премия |
| 1998 |                   | Остров                                            | Конкурс Москомархитектуры (по заказу Академии Архитектуры РФ)     | Диплом               |

## Основные выставки
- 1988—1993 год. Участник выставок «Бумажная архитектура» — в Париже
- 1987 г. — в Любляне в 1988 году, на триеналле в Милане в 1988 году, в Брюселле в 1989 году, в Кёльне в 1990 году
- 1989 г. — в Лондоне, в 1989 году — в Нью-Йорке, в 1999 году в Хельсинки
- 1992 г. — Государственный Русский музей, Санкт-Петербург (персональная)
- 1993 г. — Государственный Русский музей в г. Санкт-Петербурге
- 1996 г. — Миланская триеннале
- 1998 г. — Государственный музей архитектуры им. А. В. Щусева, Москва (персональная)
- 1999 г. — Государственный музей архитектуры им. Щусева в г. Москва
- 2000 г. — VII Венецианская международная архитектурная биеннале (персональная выставка «Руины Рая» в русском павильоне). «Мармомак-2000», Верона (персональная). Государственный музей архитектуры им. А. В. Щусева, Москва
- 2001 г. — «Набережная». Государственная Третьяковская галерея в г. Москва
- 2002 г. — «10 лет — 10 архитекторов», Королевский институт британских архитекторов (RIBA), Лондон. «10 лучших архитекторов России».
- 2015 г. — «Только Италия». Государственная Третьяковская галерея в г. Москва
- 2016 г. — «Solo Italia».

## Основные постройки
|  | Многофункциональный жилой комплекс «Римский дом» (2005) Москва, 2-й Казачий переулок Постройка получила премию «Дом 20-летия» |  | Олимпийская медиадеревня «Горки-Город» (2014) Сочи, Красная поляна Город на высоте 2000 метров и площадью 600 тысяч квадратных метров |
|  | Многофункциональный жилой комплекс «Маршалл» (2011) Москва, ул. Рыбалко, 2 Социальное жильё для военнослужащих                |  | Многофункциональный жилой комплекс «Итальянский квартал» (2012) Москва, ул. Фадеева, 4                                                |

- Загородный дом в Кратово Московской области[13][6][14][15][16]